# St. Laurentius (Zwenkau)

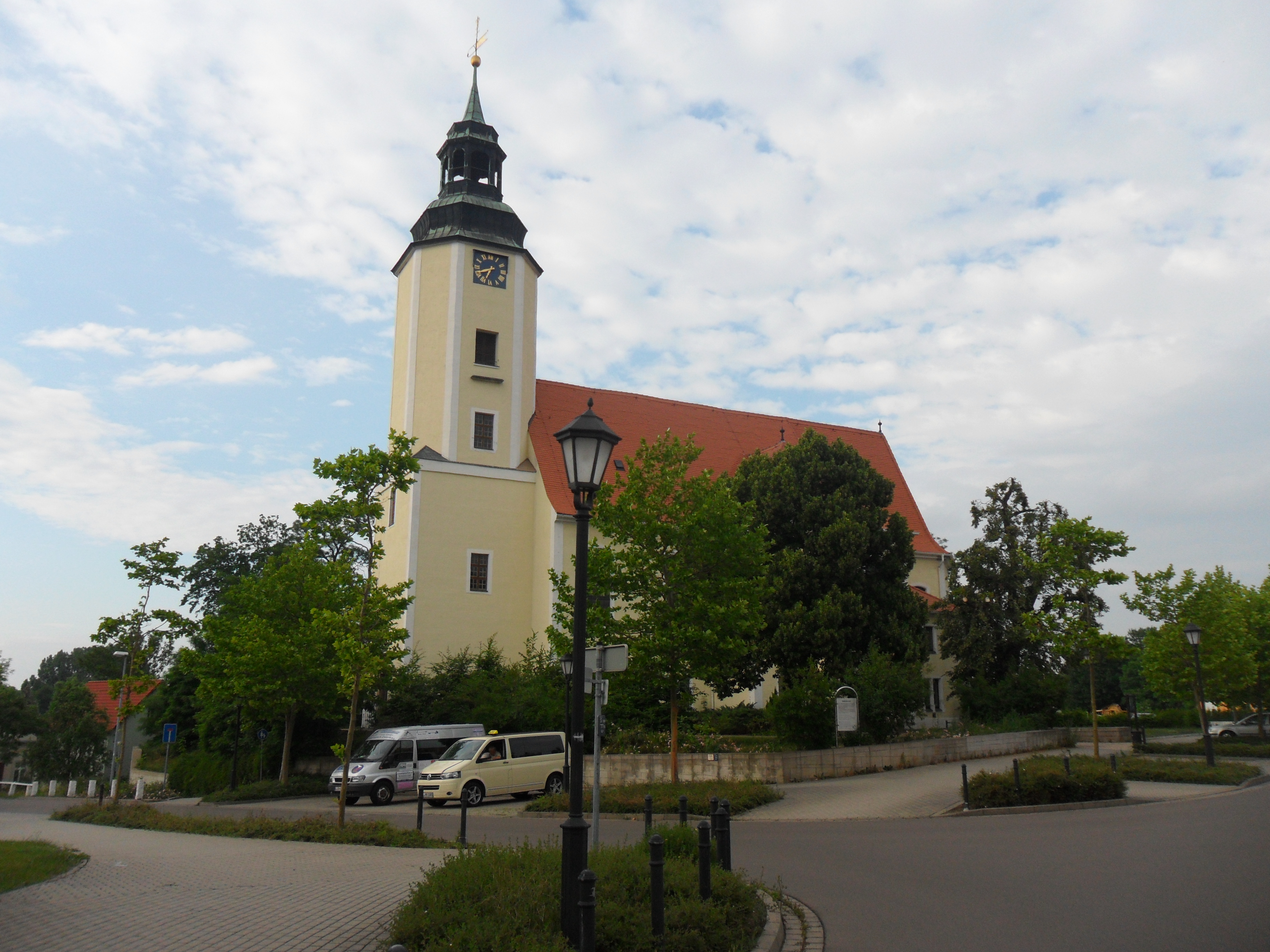
St. Laurentiuskirche Zwenkau

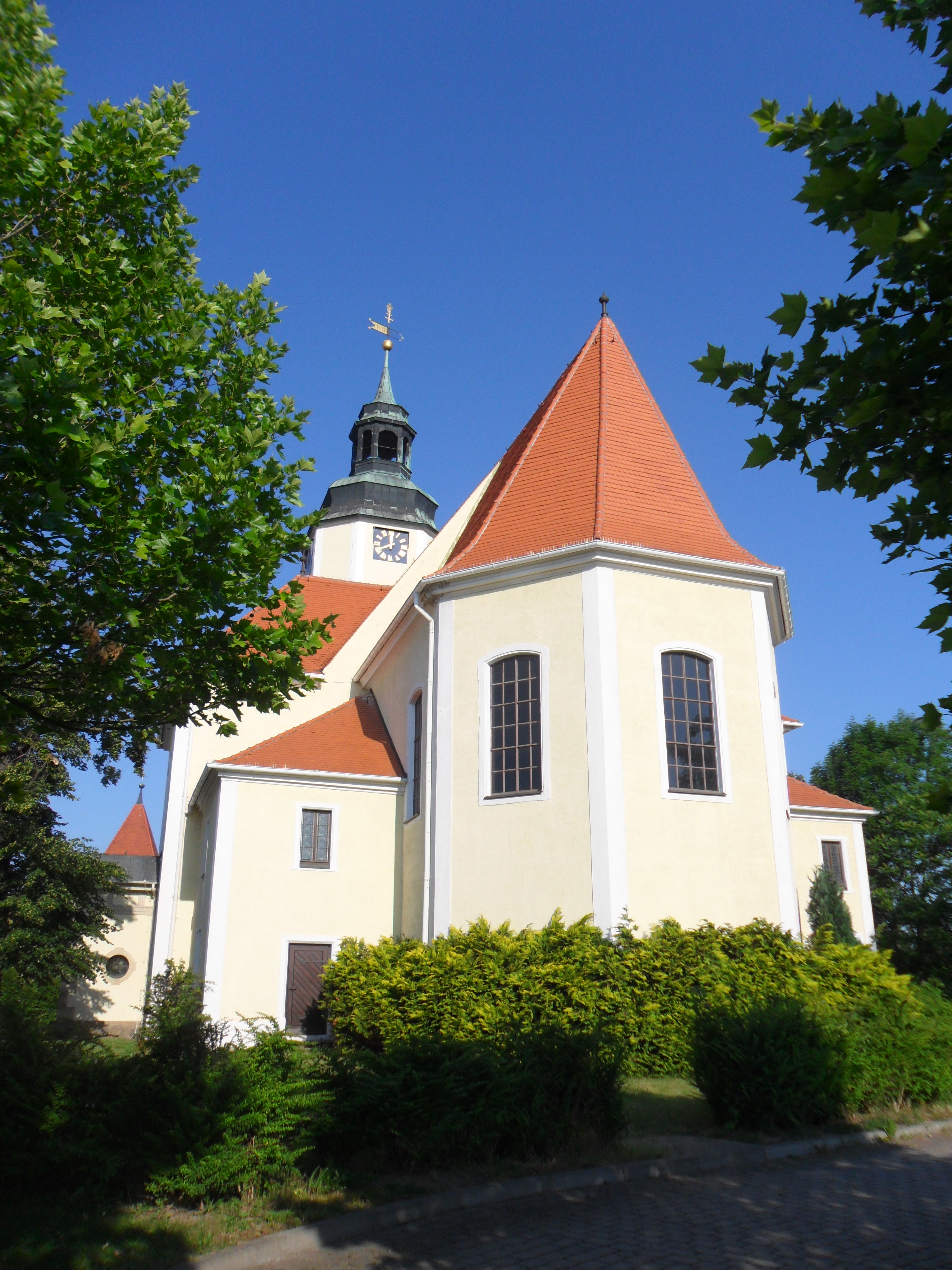
Ansicht von Osten

Die evangelische Stadtkirche St. Laurentius ist eine im Kern spätgotische, barock erneuerte Saalkirche in Zwenkau im Landkreis Leipzig in Sachsen. Sie gehört zur evangelischen Kirchengemeinde St. Laurentius im Kirchenbezirk Leipzig der Evangelisch-Lutherischen Landeskirche Sachsens.

## Geschichte und Architektur
Die im Kern spätgotische Saalkirche wurde nach Brand in den Jahren 1712–1727 neu aufgebaut. Ein querschiffartiger Ausbau der Seitenkapellen erfolgte im Jahr 1892 unter durch Theodor Quentin. Restaurierungen wurden in den Jahren 1939 (innen), 1966 und 1991/92 (außen) vorgenommen. Das Bauwerk ist ein Putzbau mit eingezogenem, dreiseitig geschlossenem Chor, hohen Stichbogenfenstern und einem Walmdach. Der Westturm trägt einen zweigeschossigen, schlanken, oktogonalen Aufbau und eine Haube mit Laterne; die Wetterfahne ist mit der Jahreszahl 1724 bezeichnet. Die Kapellenanbauten sind ebenfalls mit Stichbogenfenstern und Walmdächern versehen.
Im Innern ist das Bauwerk flachgedeckt, an drei Seiten sind eingeschossige, im Westen zweigeschossige Emporen eingebaut. An der Nordseite des Chores findet sich eine Bauinschrift des Vorgängerbauwerks mit Wappen und Jahreszahl 1486. Verglaste Patronatslogen sind an der Nordseite mit Allianzwappen, an der Südseite mit reichem Schnitzwerk und der Darstellung des Heiligen Laurentius versehen. Eine spätgotische Sakramentsnische aus Porphyr trägt eingeritzte figürliche Darstellungen aus der Zeit um 1490.

## Ausstattung
Das Hauptstück der Ausstattung ist der Altar von Caspar Friedrich Löbelt aus dem Jahr 1726; die Kreuzigungsgruppe ist mit überlebensgroßen, lebhaften Sandsteinfiguren gestaltet. Die schlichten Altarschranken sind mit ICB 1763 bezeichnet. Die barocke Kanzel mit szenischen Reliefs und floral bemalten Füllungen stammt aus der Zeit um 1725. Ein Fragment einer Taufe vermutlich aus romanischer Zeit entstand um das Jahr 1250. Der barocke Taufstein mit Inschrift ist auf das Jahr 1731 datiert. Ein figürliches Grabdenkmal des Valentin Schlegel († 1618) besteht aus einem verwitterten Grabstein mit Helmzier aus der ersten Hälfte des 17. Jahrhunderts.
Die Orgel ist im Kern ein Werk von Urban Kreutzbach aus dem Jahr 1837 mit heute 26 Registern auf zwei Manualen und Pedal, das 1893 von G. Hillebrand überarbeitet und 1928 von Hans Michel restauriert wurde.